# Karin Blix (läkare)
Karin Gunvor Kristina Blix, född 27 april 1923 i Stockholm, död 2012, var en svensk barn- och ungdomspsykiater.
Blix, som var dotter till provinsialläkare Ruben Cederblad och Hildur Andersson, avlade studentexamen i Karlskrona 1941, blev medicine kandidat vid Uppsala universitet 1944 och medicine licentiat där 1950. Hon var förste underläkare vid ögonkliniken på Akademiska sjukhuset 1951–1952, underläkare på barnavdelningarna på Västerås lasarett, Akademiska sjukhuset och barnsjukhuset Samariten 1952–1955, vid barnpsykiatriska kliniken på Akademiska sjukhuset 1955–1956, förste underläkare på barnsjukhuset Samariten 1956–1957, vikarierande underläkare på Flensburgska barnsjukhuset 1957 och 1958, innehade olika läkarförordnanden 1958–1966, var underläkare på barnpsykiatriska kliniken i Gävle 1967–1968, blev extra läkare vid barnpsykiatriska kliniken på Regionsjukhuset i Linköping 1968 och var överläkare vid barn- och ungdomspsykiatriska kliniken på Vänersborg-Trollhättans centrallasarett från 1972.